# Cerro Paranal
Le cerro Paranal est une montagne de 2 635 m située dans le désert d'Atacama, au nord du Chili.
Il est situé à 110 km au sud d'Antofagasta, à 80 km au nord de Taltal et à 15 km de la mer.
En raison de sa position géographique et des conditions de pureté du ciel (absence de pollution, etc.), il a été choisi pour accueillir les différents télescopes de programmes d'observation du ciel : le VLT de l'ESO.
800 km2 de terres autour de la montagne ont été données à l'ESO pour éviter tout risque de constructions humaines (notamment de mines) autour et pour préserver la qualité exceptionnelle du site.